# Castello di Bibbiano
Il castello di Bibbiano è un complesso architettonico situato a Bibbiano, frazione di Buonconvento in provincia di Siena.

## Storia
L'insediamento risale all'850 ed era proprietà del legato imperiale al tempo di Ludovico II, Guinigi di Reghinari, conte longobardo: della sua famiglia (detta Guinigi o Winigi) si trovò uno stemma nell'oratorio del fortilizio della Torre, costruito nel IX secolo.
Il castello è appartenuto alla famiglia dei Guiglieschi fino al 1051, quando Arrigo III lo destinò all'abbazia di Sant'Antimo. Un omonimo Bibbiano, però situato vicino Pienza, e contraddistinto dalla dicitura Bibbiano Cacciaconti, da questi passò alla Repubblica Senese nel 1197, che provvide a fare opere di rafforzamento e difesa. Nel 1298 il suo oratorio venne assegnato alla diocesi di Siena (oggi è sotto la parrocchia di San Lorenzo a Bibbiano). Verso il 1345 era dei Bichi, che vi avrebbero ospitato anche il pittore Pietro Lorenzetti.
Nel Quattrocento vi lavorò all'ammodernamento Giorgio Lombardo. Nella prima metà del XVI secolo fu restaurato da Baldassarre Peruzzi per conto del cardinale Raffaello Petrucci, che ne aveva preso possesso dal 1515.
È stato quindi proprietà dei Borghese (qui visse la sua adolescenza Marcantonio Borghese padre di Paolo V, prima di intraprendere la sua folgorante carriera alla Corte pontificia di Roma), dei Chigi (che sborsarono 70.000 ducati) e dei Malavolti.
Nel 1909 un terremoto fece crollare la sommità della torretta delle mura che venne poi ripristinata. Nel 1913 l'avvocato Mario Costanti Marri Mignanelli lo acquistò. Nel 1922 venne dichiarato monumento nazionale. In seguito fu del cavaliere Silvio Nardi, proprietario anche della tenuta di casale del Bosco che circonda Bibbiano.
Al 2011, il castello è proprietà privata ed è previsto un progetto per la sua destinazione a fini turistico-alberghieri.

## Descrizione
Di aspetto medievale e merlatura guelfa, è cinto su tre lati da un fossato con ponticello in muratura (in origine era presente un ponte levatoio) e parziale camminamento per la ronda. Il camminamento resta solo sul lato nord, mentre nell'angolo ovest è presente una garitta in mattoni, merlata e stondata sul lato interno, che doveva essere il riparo delle sentinelle di guardia. I lati sud-ovest e sud-est sono più bassi e peggio conservati: restano tracce di altre garitte perdute nelle mensole d'angolo superstiti.
All'interno si trova un cortile ad anello, con al centro il mastio, collegato alle mura da un passaggio ad arco che scavalca la radura interna. Sull'arco un camminamento retto da mensole porta a una delle due originarie torrette d'angolo, con merlatura rifatta in stile, che sormonta il portale d'ingresso a nord-est.
I basamenti murari sono leggermente scarpati e il mastio ha una cornice di archetti pensili su beccatelli all'altezza del primo piano, che reggono il leggero aggetto del piano superiore. In corrispondenza di un'altra torretta, dotata di arco ribassato in laterizi alla base e piombatoio, si trova il portale interno del cassero, posto in asse con l'accesso alle mura esterne e incorniciato elegantemente da bozze in arenaria tufacea. Il secondo piombatoio, che lo sovrasta, è un rifacimento recente.
Si trovava, nella cappella al suo interno, una Sacra Famiglia, poi spostata nella Chiesa di san Lorenzo, creduta di Baldassarre Peruzzi.